# Pörkölt
Pörkölt és un plat que se serveix calent. Apareix originalment en la cuina hongaresa a la fi del segle xix, derivat de la sopa de gulash. Aquest plat s'ha dispersat a través de les diverses cuines d'Europa Central.

## Característiques
El pörkölt és essencialment un plat cuit molt relacionat amb el gulash hongarès. El tradicional gulash hongarès, el nom complet del qual és "bogrács gulyás" ("estofat de calder") se sol cuinar a l'aire lliure sobre un foc i en un calder ampli. Existeixen diferents variants depenent de la regió. En la major part d'Hongria es fa aquest plat amb porc o vaca, però no és estrany trobar variants de be.
El correcte pörkölt s'elabora sense líquid afegit, fent un braseat inicial, on el gulyás empra els propis sucs de les verdures i la carn. És característic l'ús de pebre vermell de forma abundant. En molts països fora d'Hongria, existeixen varietats de pörkölt, per exemple a Àustria, Alemanya i la República Txeca, el pörkölt se serveix gairebé sempre en aquests països sota el nom de gulash, per tant la confusió augmenta entre els dos plats.
Pörkölt deriva del verb hongarès "pörkölni" que significa "rostir" o "chamuscar". El pörkölt s'elabora sempre amb carn, cebes, pebre vermell, chile, tomàquets o pasta de tomàquet, i llavors de alcaravia juntament amb variants locals a la recepta bàsica esmentada. La carn emprada pot variar des d'oví fins a diferents aus de corral: pollastre, gall dindi, etc.
La qualitat d'un bon pörkölt depèn de la qualitat dels ingredients emprats. Les espècies i el sabor del Pebre vermell sembla clau en el desenvolupament d'aquest plat. Un truc per fer aquest plat hongarès és fregir les cebes en cansalada (o en oli) abans de fer gens, i posar a part del foc per afegir el pimentón en grans quantitats i la carn amb el brou. Si s'empren iguals quantitats de carn que de ceba, no existeix la necessitat d'afegir cap líquid. Es pot afegir all, però s'ha de ser cautelos amb aquest ingredient en el pörkölt. Mai s'ha d'abocar farina durant la seva elaboració. Si es necessités una mica d'humitat extra s'afegirà pasta de tomàquet, a pesar que els puristes estan en contra d'aquesta operació, es considera tradicional.
Si s'aboca nata àcida al pörkölt es converteix en el que els hongaresos denominen un paprikás. Quan s'elabora paprikás només es poden emprar carns lleugeres com a pollastre, vedella o porc. Existeixen altres estofats de carn que no emfatitzen l'ús de pebre vermell, a aquests se'ls denomina tokány i en ells l'incorporació d'altres espècies potencia el sabor.

## Servir

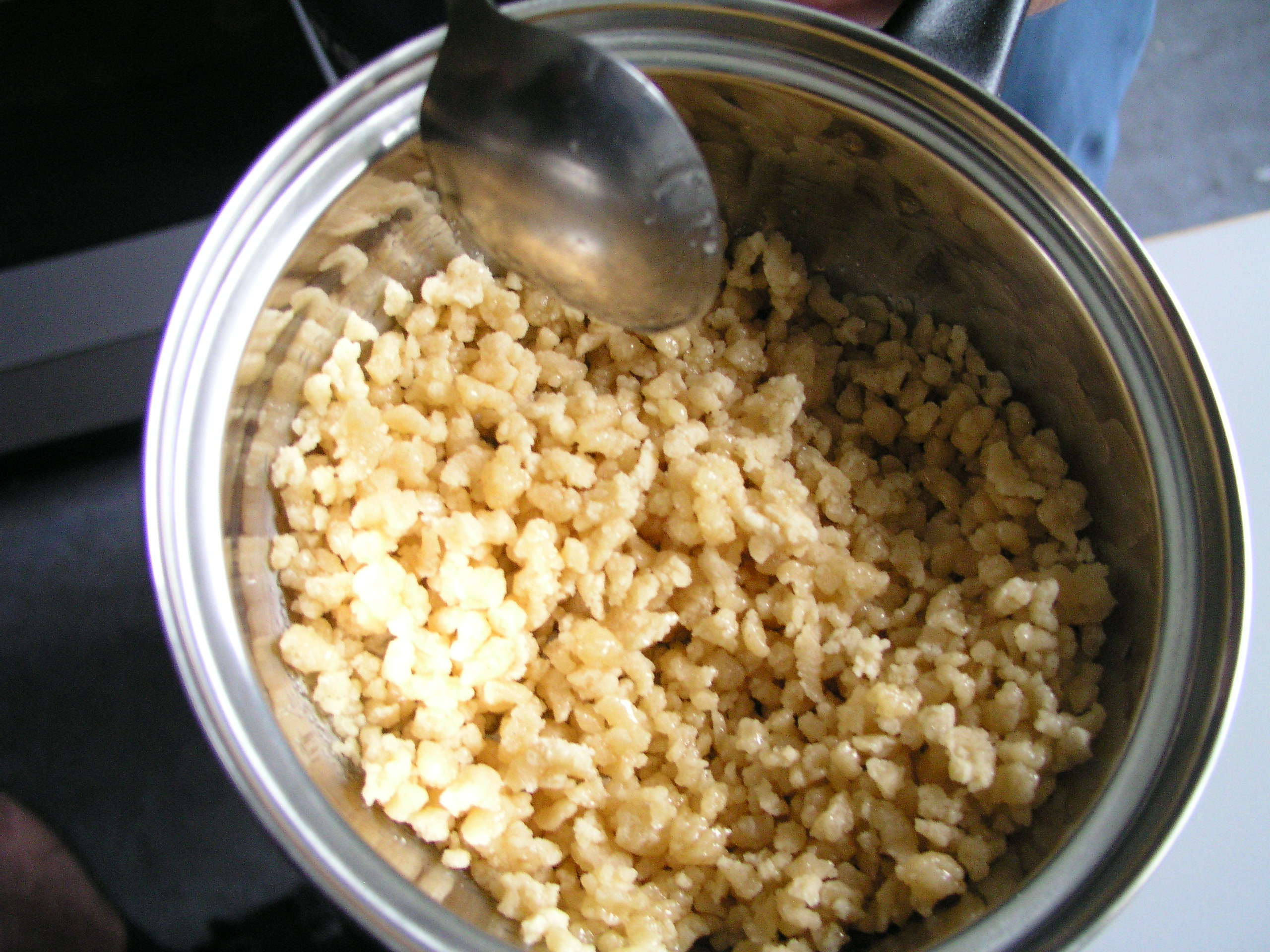
Tarhonya, un acompanyament habitual a Hongria.

A Hongria el pörkölt se serveix la majoria de les vegades calenta amb algun tipus de pasta (tészta) o tarhonya (pasta en forma de grans), el galuska o els nokedli (petites variants de pasta - Halušky en eslovac). En la República Txeca s'ha servit el pörkölt amb pa de sègol o llavors de alcaravea i sovint s'empren knedlíky com a acompanyament. A Eslovàquia el plat es coneix com a "perkelt" i és servit amb Halušky.

## Variants
Una variant molt popular en la cuina hongaresa és el pörkölt elaborat amb budells, denominat pacalpörkölt (pacal és la paraula emprada en idioma hongarès per denominar el budell). Aquest plat posseeix un sabor i una personalitat pròpies, molt distingible entre altres varietats de pörkölt, servit sovint molt especiado.